# Mauroraphidia maghrebina
Mauroraphidia maghrebina är en halssländeart som beskrevs av H. Aspöck et al. 1983. Mauroraphidia maghrebina ingår i släktet Mauroraphidia och familjen ormhalssländor. Inga underarter finns listade i Catalogue of Life.